# Leland Sklar
Leland Bruce «Nostradamus» Sklar (Milwaukee; 28 de mayo de 1947) es un bajista, cantautor y compositor de música de cine estadounidense. Ha participado en la grabación de más de 860 álbumes como músico de sesión. Ha colaborado con un gran número de artistas reconocidos y grabó bandas sonoras para películas y series de televisión.

## Biografía
Sklar estudió música en la Universidad de California en Los Ángeles. Fue durante ese tiempo donde conoció a James Taylor, quien lo invitó a tocar el bajo en algunos lugares. Ambos consideraban que el trabajo sería a corto plazo, pero la carrera musical de Taylor se fue con sus discos de éxito en primer lugar, y Sklar entró en el centro de atención. Pronto se le comenzó a invitar a grabar con otros artistas, y así comenzó su larga carrera.
En 2010, Sklar se unió a la Troubadour Reunion Tour, apoyando a James Taylor y Carole King.

## Discografía seleccionada

### Álbumes seleccionados
- Cate Brothers Band - Cate Bros (1975)
- Air Supply — The Vanishing Race (1993)
- America — Alibi (1980)
- Peter Allen — I Could Have Been a Sailor (1979)
- Bronson Arroyo — Covering the Bases (2005)
- Hoyt Axton:
  - Road Songs (1977)
  - Pistol Packin' Mama/Spin of the Wheel (1998)
- Barefoot Servants:
  - Barefoot Servants (1994)
  - Barefoot Servants 2 (2005)
- Billy Thorpe:
  - Children Of The Sun (1979)
  - 21st Century Man (1981)
- Carole Bayer Sager:
  - Carole Bayer Sager (1977)
  - Too (1978)
  - Sometimes Late at Night (1981)
- Laura Branigan — Branigan (1982)
- Py Backman — P20Y10 (2010)
- Regina Belle — Passion (1993)
- Barbi Benton — Something New (1975)
- Marc Benno and the Nightcrawlers — Crawlin (2009)
- Stephen Bishop — Bish (1978)
- Clint Black:
  - The Hard Way — (1992)
  - No Time to Kill — (1993)
  - Looking for Christmas — (1995)
  - Nothin' but the Taillights — (1997)
  - Christmas with You — (2004)
- Ronee Blakley — Ronee Blakley (1972)
- Suzy Bogguss:
  - Aces (1991)
  - Voices in the Wind (1992)
  - Something Up My Sleeve (1993)
  - Simpatico (1994)
  - Give Me Some Wheels (1996)
  - Nobody Love, Nobody Gets Hurt (1998)
- Karla Bonoff — Karla Bonoff (1977)
- Sarah Brightman — As I Came of Age
- León Gieco- Desenchufado
- Jackson Browne:
  - Jackson Browne (1972)
  - For Everyman (1973)
  - The Pretender (1976)
  - Running on Empty (1977)
- Peabo Bryson/Roberta Flack — Born to Love (1983)
- Jimmy Buffett — Boats, Beaches, Bars & Ballads (1992)
- Steve Camp — Consider the Cost (1991)
- Glen Campbell — Bloodline (1976)
- Eric Carmen — Change of Heart (1978)
- Kim Carnes:
  - Kim Carnes (1975)
  - St. Vincent's Court (1979)
  - Barking at Airplanes (1985)
  - View from the House (1988)
- David Cassidy:
  - The Higher They Climb (1975)
  - Home Is Where the Heart Is (1976)
- Steven Curtis Chapman:
  - Heaven in the Real World (1994)
  - Signs of Life (1996)
- Ray Charles — My World (1993)
- Billy Cobham — Spectrum (1973)
- Joe Cocker "Heart and Soul" (2004)
- Leonard Cohen — The Future (1992)
- Phil Collins:
  - No Jacket Required (1985)
  - ...But Seriously (1989)
  - Serious Hits... Live! (1990)
  - ...Hits (1998)
  - Finally, The First Farewell Tour (2004)
- Rita Coolidge:
  - Lady's Not for Sale (1972)
  - Fall into Spring (1974)
  - It's Only Love (1975)
  - Anytime, Anywhere (1977)
- Crosby & Nash:
  - Graham Nash David Crosby (1972)
  - Crosby & Nash (2004)
- Crosby, Stills & Nash:
  - Daylight Again (1982)
  - Live It Up (1990)
  - Carry On (1998)
- Crosby, Stills, Nash & Young:
  - Replay (1980)
- David Crosby:
  - Thousand Roads (1993)
- Catie Curtis — Catie Curtis (1997)
- Paul D'Adamo — Tell Me Something (2010)
- Jackie DeShannon — New Arrangement (1975)
- Neil Diamond:
  - Lovescape (1991)
  - Christmas Album (1992)
- Dion — Streetheart (1976)
- Thomas Dolby — Astronauts and Heretics (1992)
- Donovan:
  - 7-Tease (1973)
  - Cosmic Wheels (1973)
  - Slow Down World (1976)
- The Doors — Full Circle (1972)
- Chris Eaton — Wonderful World (1995)
- Randy Edelman:
  - If Love Is Real (1977)
  - You're the One (1979)
- England Dan & John Ford Coley — Dr. Heckle & Mr. Jive (1978)
- Yvonne Elliman:
  - Night Flight (1978)
  - Yvonne (1979)
- Lara Fabian — Wonderful Life (2004)
- Mimi Fariña — Mimi Fariña & Tom Jans (1971)
- Kinky Friedman — Kinky Friedman (1974)
- Richie Furay — I Still Have Dreams (1979)
- Ana Gabriel — Vivencias (1996)
- Art Garfunkel:
  - Breakaway (1975)
  - Songs from a Parent to a Child (1997)
- Garou — Seul (2000)
- Vince Gill:
  - Way Back Home (1987)
  - Let There Be Peace on Earth (1993)
  - High Lonesome Sound (1996)
- Chuck Girard — Glow in the Dark (1976)
- Andrew Gold:
  - What's Wrong With This Picture? (1976)
  - All This And Heaven Too (1978)
- Amy Grant:
  - Legacy...Hymns and Faith (2002)
  - Simple Things (2003)
- Tami Gunden — Celebration (1987)
- Arlo Guthrie — Last of the Brooklyn Cowboys (1973)
- Alejandra Guzmán — Algo Natural (1999)
- Sammy Hagar — The Best Of Sammy Hagar (1992)
- Merle Haggard — Chicago Wind (2005)
- Hall & Oates:
  - Daryl Hall & John Oates (1975)
  - Bigger Than the Both of Us (1976)
  - Beauty on a Back Street (1977)
- Don Henley — I Can't Stand Still (1982)
- Faith Hill — Cry (2002)
- Roger Hodgson — Hai Hai (1987)
- Engelbert Humperdinck — After Dark (1996)
- Brian Hyland — Brian Hyland (1970)
- Enrique Iglesias — Vivir (1997)
- Julio Iglesias — Crazy (1994)
- Freddie Jackson — Time for Love (1992)
- Flaco Jiménez — Partners (1992)
- John Kay — My Sportin' Life (1973)
- Casey Kelly — Casey Kelly (1972)
- Carole King — Thoroughbred (1976)
- Danny Kortchmar — Innuendo (1980)
- Kris Kristofferson:
  - Spooky Lady's Sideshow (1974)
  - Who's to Bless and Who's to Blame (1975)
  - Surreal Thing (1976)
- Kris Kristofferson and Rita Coolidge — Full Moon (1973)
- Leah Kunkel — Leah Kunkel (1979)
- Wynonna Judd — Wynonna (1992)
- Daniel Lavoie — Woman to Man (1994)
- Lisa Loeb:
  - Firecracker (1997)
  - Cake and Pie (2002)
  - Hello Lisa (2002)
- Lyle Lovett:
  - Lyle Lovett and His Large Band (1989)
  - Joshua Judges Ruth (1992)
  - The Road to Ensenada (1996)
  - Step Inside This House (1998)
- Steve Lukather
  - Lukather (1998)
  - Ever changing times[4] (2008)
- The Manhattan Transfer — Offbeat of Avenues (1991)
- Amanda Marshall — Amanda Marshall (1996)
- Yumi Matsutoya:
  - The 14th Moon (1976)
  - The Gates of Heaven (1990)
  - Dawn Purple (1991)
  - Tears and Reasons (1992)
  - acacia (2001)
- Ricky Martin — Medio Vivir (1995)
- Richard Marx:
  - Rush Street (1991)
  - Paid Vacation (1993)
- Maureen McCormick — When You Get a Little Lonely (1995)

- Reba McEntire:
  - Last One to Know (1987)
  - Sweet Sixteen (1989)
  - For My Broken Heart (1991)
  - Read My Mind (1994)
  - Starting Over (1995)
  - Greatest Collection (2004)
- Roger McGuinn:
  - Roger McGuinn (1973)
  - Peace on You (1974)
  - Born to Rock & Roll (1992)
- Bette Midler — Broken Blossom (1977)
- Giorgio Moroder — Cat People (1982)
- Miyuki Nakajima:
  - Hi: Wings (1999)
  - Tsuki: Wings (1999)
  - Short Stories (2000)
  - Lullaby for the Soul (2001)
  - Otogibanashi: Fairy Ring (2002)
- Graham Nash — Innocent Eyes (1986)
- Aaron Neville:
  - Aaron Neville's Soulful Christmas (1993)
  - To Make Me Who I Am (1997)
- Randy Newman:
  - Land of Dreams (1988)
  - Randy Newman's Faust (1995)
- Joanna Newsom — Ys (2006)
- Olivia Newton-John — Making a Good Thing Better (1977)
- The Oak Ridge Boys:
  - Heart Beat (1987)
  - Monongahela (1987)
- Nigel Olsson — Nigel Olsson (1978)
- Twila Paris — Perennial: Songs for the Seasons of Life (1998)
- Van Dyke Parks — Moonlighting: Live at the Ash Grove (1998)
- Dolly Parton:
  - 9 to 5 and Odd Jobs (1980)
  - Dolly, Dolly, Dolly (1980)
  - Heartbreak Express (1982)
  - Rainbow (1988)
- Laura Pausini Entre Tu y Mil Mares / Tra Te e il Mare (2000)
- Herb Pedersen:
  - Southwest (1976)
  - Sandman (1977)
  - Lonesome Feeling (1984)
- Bernadette Peters:
  - Bernadette Peters (1980)
  - Bernadette (1992)
- Shawn Phillips:
  - Faces (1972)
  - Bright White (1973)
  - Spaced (1977)
  - Transcendence (1978)
  - No Category (2002)
- Point of Grace:
  - Steady On (1998)
  - Christmas Story (1999)
- Steve Poltz — One Left Shoe (1998)
- Bonnie Raitt — Nine Lives (1986)
- Willis Alan Ramsey — Willis Alan Ramsey (1972)
- Helen Reddy — Helen Reddy (1971)
- Turley Richards — (1971)Expressions
- LeAnn Rimes:
  - Twisted Angel (2002)
  - What a Wonderful World (2004)
- Lee Ritenour — Banded Together (1984)
- Johnny Rivers — Last Train to Memphis (1998)
- Linda Ronstadt:
  - Don't Cry Now (1973)
  - Cry Like a Rainstorm, Howl Like the Wind (1989)
  - Winter Light (1994)
  - Feels Like Home (1995)
  - We Ran (1998)
  - Mi Jardín Azul: Las Canciones Favoritas (2004)
- Diana Ross:
  - To Love Again (1981)
  - Force Behind the Power (1991)
- Vasco Rossi — Buoni o Cattivi (2004)
- Jennifer Rush — Heart Over Mind (1987)
- Marta Sánchez:
  - Desconocida (1998)
  - Soy Yo (2002)
- David Sanborn — Love Songs (1976)
- Véronique Sanson:
  - Comme ils l'imaginent (1996)
  - Indestructible (1998)
  - D'un papillon à une étoile (1999)
- Leo Sayer — Leo Sayer (1978)
- Joey Scarbury — America's Greatest Hero (1981)
- Darrell Scott — Family Tree (1999)
- 2nd Chapter of Acts:
  - Singer Sower (1984)
  - Roar of Love (1978)
- The Section:
  - Section (1972)
  - Forward Motion (1973)
  - Fork It Over (1977)
- Neil Sedaka:
  - Hungry Years (1975)
  - Sedaka's Back (1975)
  - Steppin' Out (1976)
  - In the Pocket (1980)
- Vonda Shepard — Heart and Soul: New Songs From Ally McBeal (1999)
- Carly Simon — Playing Possum (1975)
- Ricky Skaggs:
  - Love's Gonna Get Ya (1986)
  - My Father's Son (1991)
- Michael W. Smith:
  - I'll Lead You Home (1995)
  - Christmastime (1998)
  - Christmas Collection (2004)
- The Spencer Davis Group — Mousetrap (1972)
- Jimmie Spheeris — The Original Tap Dancing Kid (1973)
- Rick Springfield — Mission Magic (1974)
- John Stewart — The Lonesome Picker Rides Again (1971)
- Rod Stewart:
  - Atlantic Crossing (1975)
  - A Night on the Town (1976)
- Stephen Stills:
  - Stills (1975)
  - Turnin' Back the Pages (2003)
- George Strait:
  - Ocean Front Property (1987)
  - Strait Out of the Box (1995)
- Barbra Streisand — Love Like Ours (1999)
- Daryl Stuermer — Live & Learn (1998)
- Donna Summer — The Wanderer (1980)
- Talbot Bros. — Talbot Bros. (1974)
- James Taylor:
  - Mud Slide Slim and the Blue Horizon (1971)
  - One Man Dog— (1972)
  - Gorilla— (1975)
  - Greatest Hits— (1976)
  - In the Pocket— (1976)
  - JT— (1977)
  - Flag— (1979)
  - Dad Loves His Work— (1981)
  - That's Why I'm Here— (1985)
  - Never Die Young— (1988)
  - Live in Rio— (1991)
  - The Best of James Taylor— (2003)
- Kate Taylor — Sister Kate (1971)
- Livingston Taylor — There You Are Again (2005)
- Terence Trent d'Arby — Terence Trent d'Arby's Symphony or Damn (1993)
- Tanya Tucker — Should I Do It (1981)
- Michelle Tumes — Dream (2001)
- Anna Vissi — Everything I Am (2001)
- Clay Walker:
  - Clay Walker (1993)
  - Live, Laugh, Love — (1999)
  - Few Questions — (2003)
- Jennifer Warnes — Well (2001)
- The Weather Girls — Success (1983)
- Jimmy Webb:
  - Angel Heart (1982)
  - Suspending Disbelief (1993)
- Bernie Williams — The Journey Within (2003)
- Paul Williams — Back to Love Again (1999)
- Robbie Williams — Escapology (2002)
- Wilson Phillips — Shadows and Light (1992)
- Lee Ann Womack — Something Worth Leaving Behind (2002)
- Trisha Yearwood — Everybody Knows (1996)
- Takuro Yoshida — Long Time No See (1996)
- Jesse Colin Young — Walk the Talk (2003)
- Warren Zevon:
  - Excitable Boy — (1978)
  - Bad Luck Streak in Dancing School — (1980)
  - The Envoy — (1982)
  - Sentimental Hygiene — (1987)
  - I'll Sleep When I'm Dead (An Anthology) — (1996)
- Cat Beach— Love Me Out Loud — (2009)
- Toto — Falling in between live (2007)
- Giorgio— Party Of The Century — (2010)
- Cliff Richard — Heathcliff — (1996)
- Mike Oldfield - Man on the Rocks (2014)

### Selección de bandas sonoras de películas y series de televisión
- Annabelle's Wish (Motion picture soundtrack) — (1997)
- Black Dog (Motion picture soundtrack) — (1998)
- Catwalk (Television soundtrack) — (1994)
- Conspiracy Theory (Motion picture soundtrack) — (1997)
- Coyote Ugly (Motion picture soundtrack) — (2000)
- Doctor Detroit (Motion picture soundtrack)
- Dr. T & the Women (Motion picture soundtrack) — (2000)
- For Love of the Game (Motion picture soundtrack) — (1999)

- Legally Blonde (Motion picture soundtrack) — (2001)
- Message in a Bottle (Motion picture soundtrack) — (1999)
- Metropolis (Motion picture soundtrack) — (1984)
- Phantom of the Paradise (Motion picture soundtrack) — (1974)
- The Postman (Motion picture soundtrack) — (1997)
- El príncipe de Egipto (Motion picture soundtrack) — (1998)
- Sleepwalkers (Motion picture soundtrack) — (1992)
- Love Maximum (Motion picture soundtrack) — (1994)

### Apariciones en otras películas
- Rhinestone (Actor: Rhinestone House Band, como Lee Sklar) — (1984)
- Ticker (Actor: Blues Band Bass) — (2001)

### Composiciones
- "Woh, Don't You Know" (con D. Kortchmar and J. Taylor) — One Man Dog (J. Taylor)